# Solifuga egejská
Solifuga egejská (Galeodes graecus) je subtropický pavoukovec a patří mezi nejznámější a nejrozšířenější zástupce solifug. Je stejně jako drtivá většina zástupců tohoto řádu noční dravec. Obývá převážně území kolem Egejského moře (zejména Turecko a Řecko). Může obývat ale i jiná blízká území. Živí se hlavně drobnými bezobratlými živočichy.